# Dolegna del Collio
Dolegna del Collio es una localidad y comune italiana de la provincia de Gorizia, región de Friuli-Venecia Julia, con 397 habitantes.

## Evolución demográfica
| Gráfica de evolución demográfica de Dolegna del Collio entre 1861 y 2001 |
|                                                                          |
| Fuente ISTAT - elaboración gráfica de Wikipedia                          |